# Sayonara to Hello
Sayonara to Hello es una película documental estadounidense de 2012 de Nic Beery sobre un mago estadounidense que se vuelve famoso en Japón. La película sigue a Steve Marshall, nativo de Zephyrhills, Florida, ex payaso del circo Ringling Bros. y Barnum & Bailey Circus en una gira de un mes desde Florida a Nueva York.